# Wolseley Twenty-Five
Der Wolseley Twenty-Five war ein Oberklasse-PKW, den Wolseleys 1936 parallel zum Modell Twenty-One als größeren Nachfolger des 21/60 herausbrachte. 1938 wurde der gleiche Wagen auf kürzerem Fahrgestell angeboten und 1940 eingestellt. 1939 erschien auf gleicher Basis eine Pullman-Limousine, die bis 1948 angeboten wurde.

## 1936–1937
Der erste Twenty-Five oder 25 hp war ein Wagen mit großem Sechszylindermotor, der den Wolseley 21/60 ersetzte. Er war das Spitzenmodell des Herstellers.
Er hatte einen Sechszylinder-Reihenmotor mit 3485 cm³ Hubraum, zwei SU-Vergasern und hängenden Ventilen, statt der obenliegenden Nockenwelle des Vorgängers. Der Wagen wurde auf einem Fahrgestell mit 3086 mm Radstand geliefert. Die Limousine erreichte eine Höchstgeschwindigkeit von 127 km/h.

## 1938–1940
1938 erschien der Wagen mit unverändertem Motor aber etwas kleinerer Karosserie.
Die Motorleistung wird mit 108 bhp (79 kW) bei 3600/min. angegeben. Es gab zwei Ausführungen mit unterschiedlichen Radständen, 2654 mm und 2972 mm. Die Höchstgeschwindigkeit der Limousinen lag bei 144 km/h.
1940 wurde dieses Modell ersatzlos eingestellt.

## 1939–1948
1939 wurde der Limousine eine Pullman-Limousine zur Seite gestellt.
Die Motorleistung war mit 105 bhp (77 kW) bei 3600/mim. etwas geringer. Wie die Limousine erreichte die Pullman-Ausführung 144 km/h.
Diese Luxuskarosse wurde bis 1948 angeboten und entfiel dann ersatzlos.